# 小行星8932
小行星8932（英語：8932 Nagatomo）是一颗围绕太阳公转的小行星。1997年1月6日，小林隆男在大泉天文台发现了此天体。
这颗小行星的绝对星等为273.1209919257267等。